# Lex Haak
Alex Johan Henri (Lex) Haak (Haarlem, 9 februari 1930 - Delft, 17 augustus 2018) was een Nederlandse architect en hoogleraar afwerken en inrichten van gebouwen aan de Faculteit Bouwkunde van de Technische Universiteit Delft.

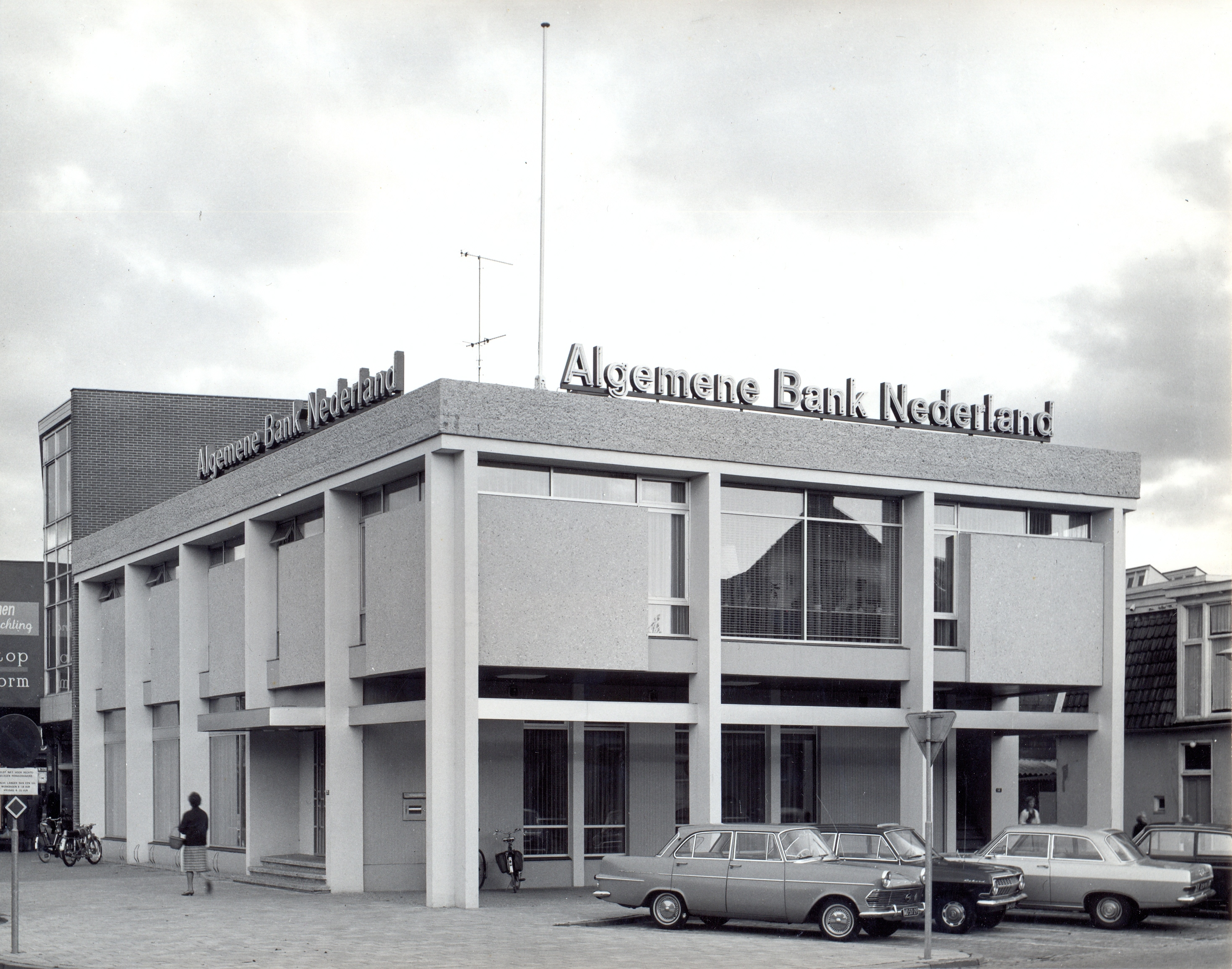
ABN-bank Assen (1965)

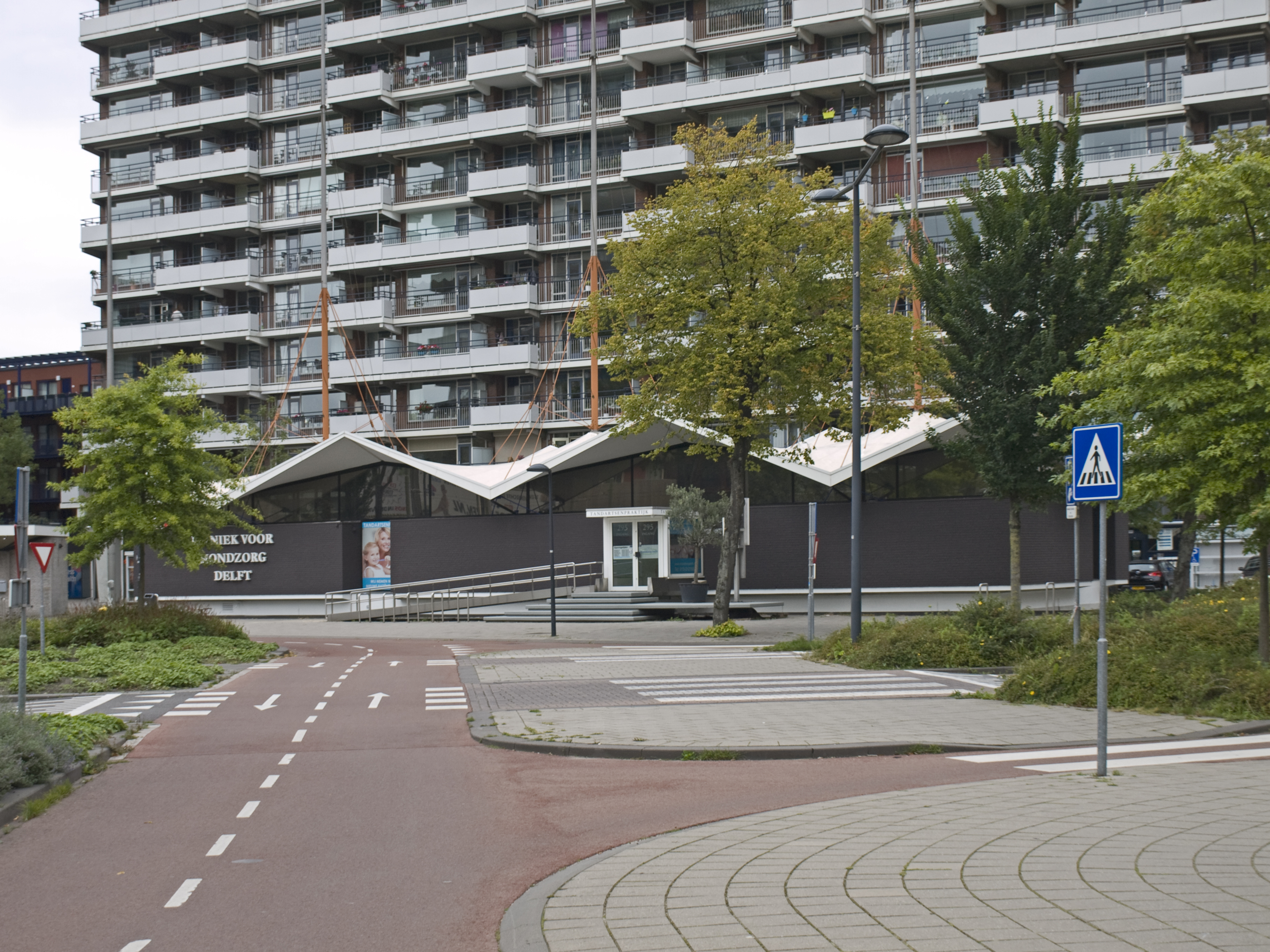
Driemaster Papsouwselaan 295 Delft (2015)

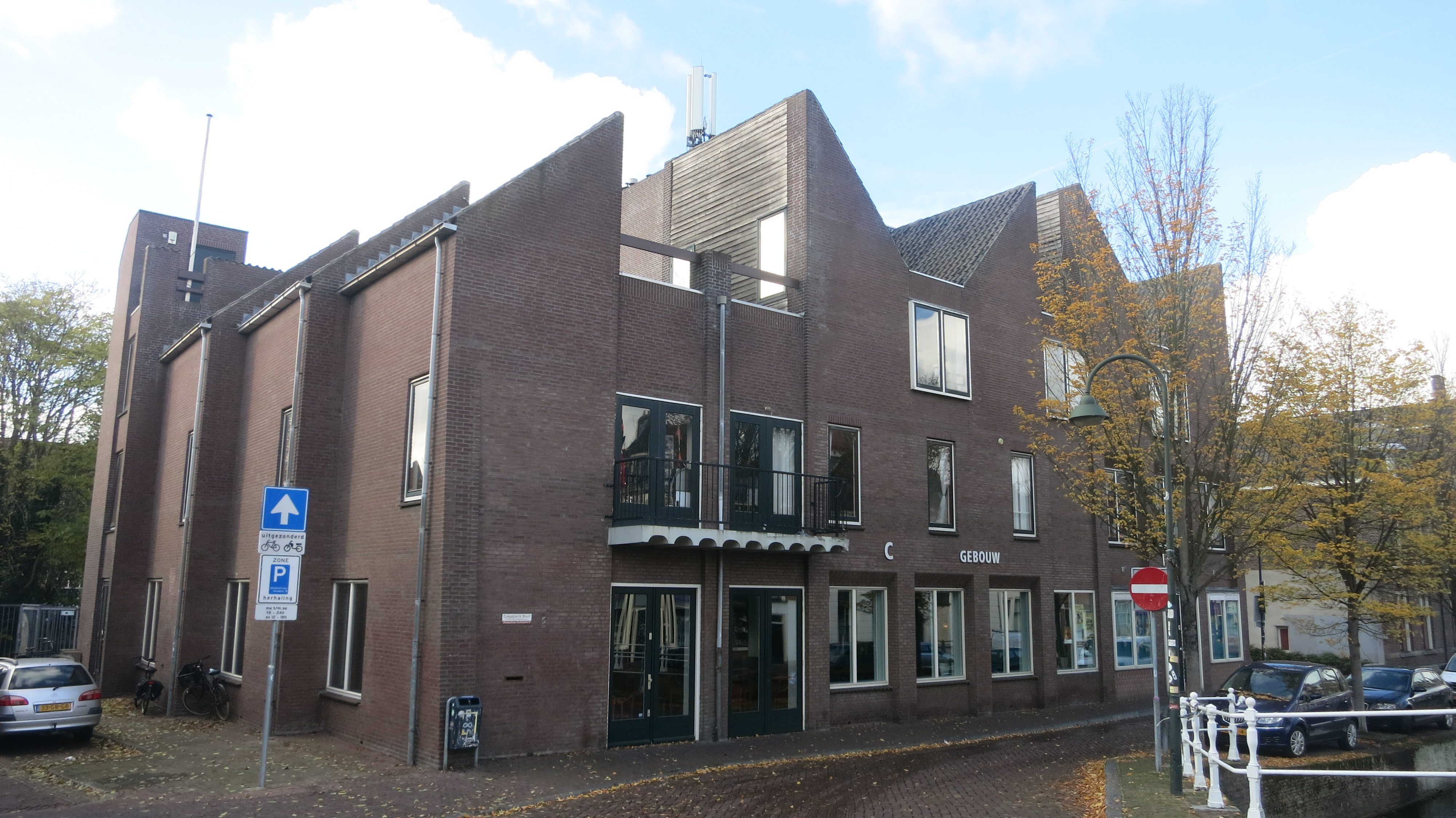
Congregatiegebouw Brabantse Turfmarkt 9 Delft (2016)

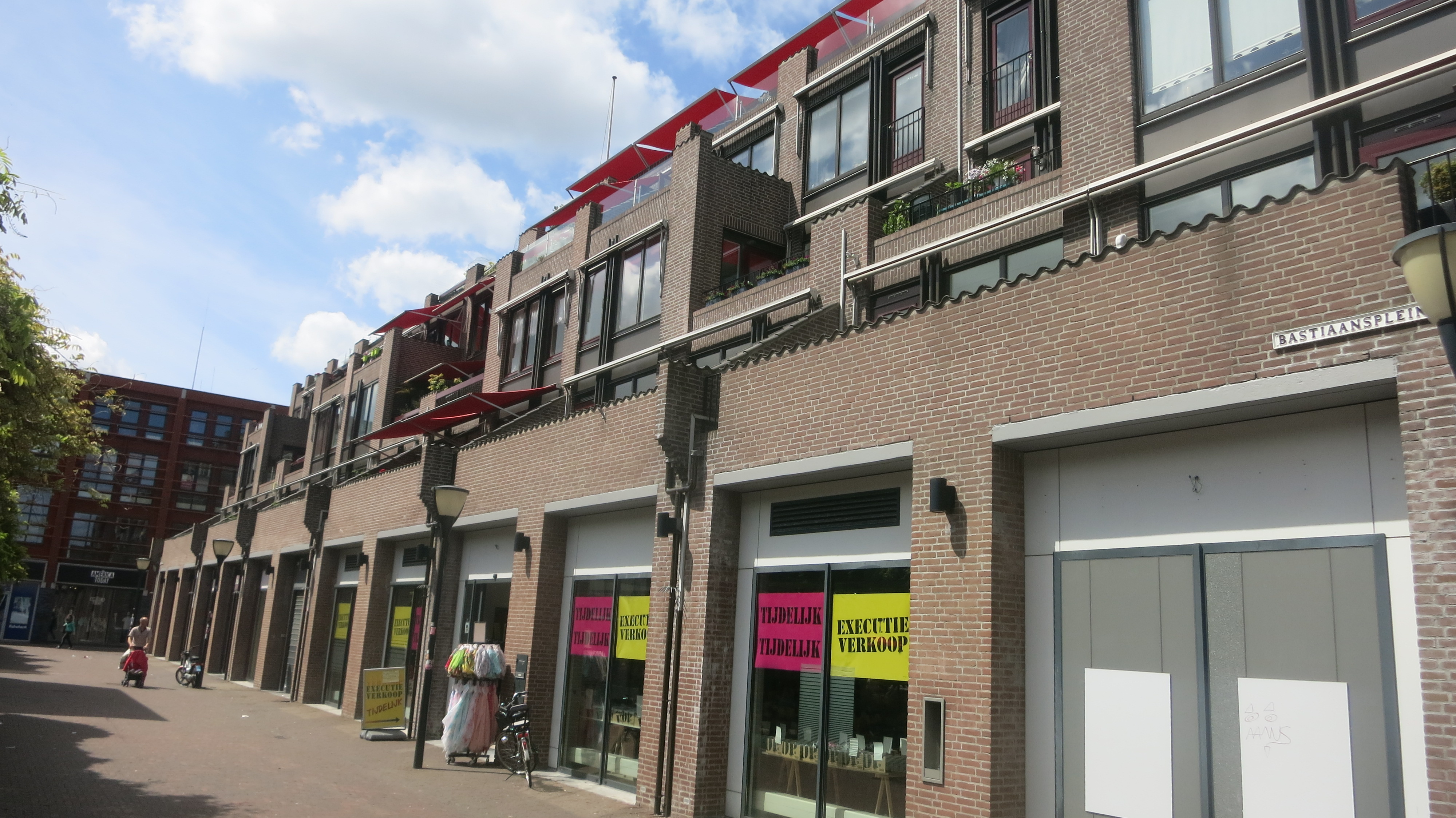
Woon-winkelcomplex Koreneef In de Veste, Delft (2015)

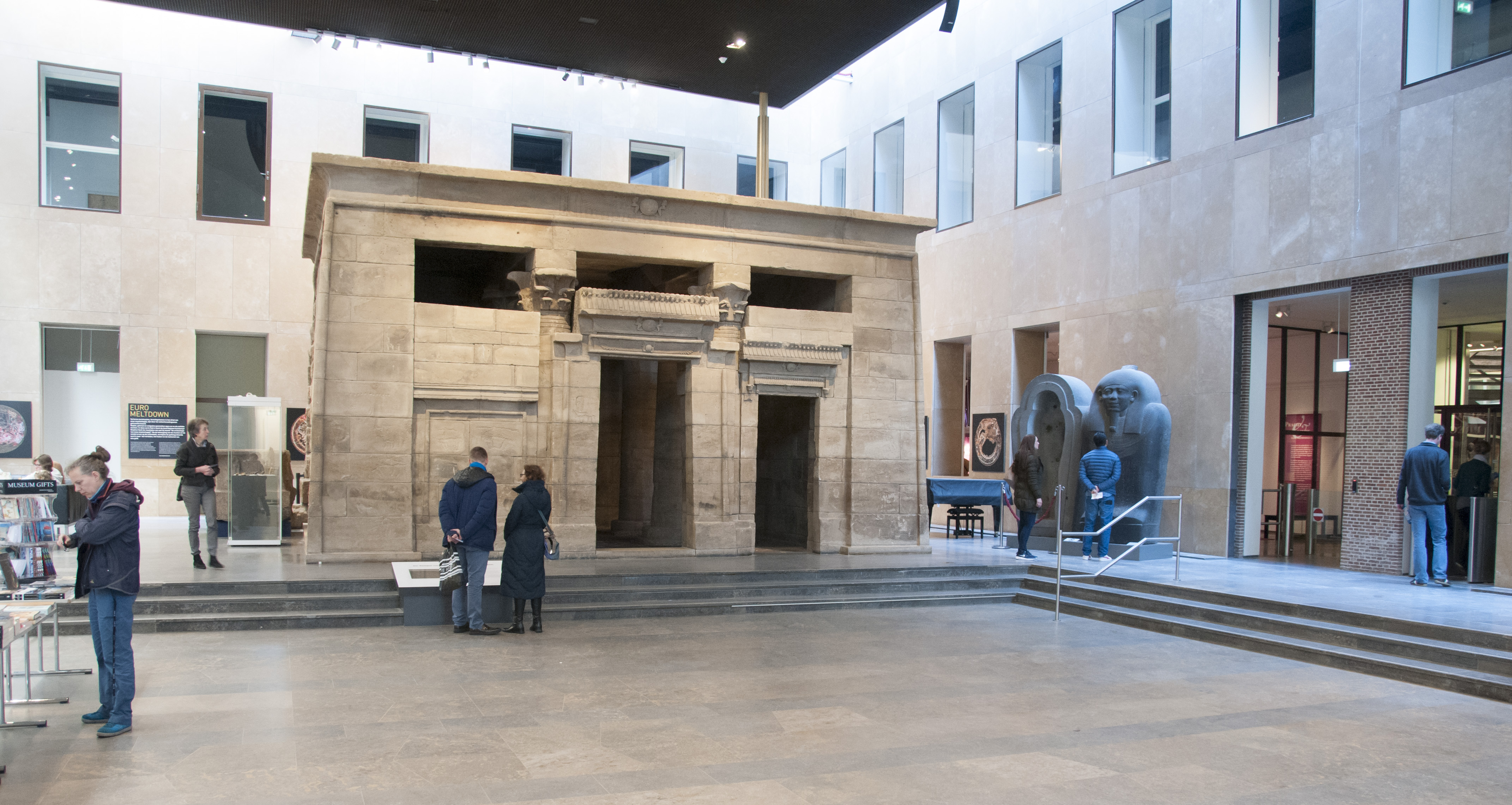
Taffeh-zaal Rijksmuseum van Oudheden, Leiden (2016)

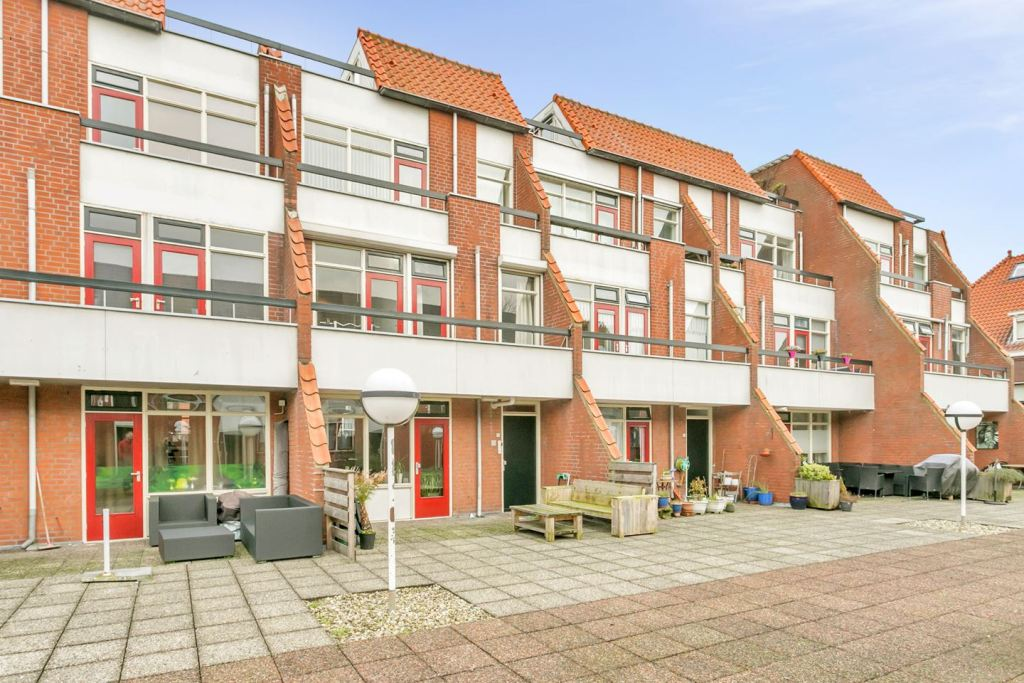
Woon-winkelcomplex Oosthavenkade/Schiedamseweg Vlaardingen (2017)

## Jeugd- en vormingsjaren
Haak groeide op in een vrijzinnig protestants gezin. Zijn vader Willem Adriaan (Wim) Haak (1896-1988) gaf leiding aan de kasafdeling op het hoofdkantoor van de Nederlandsche Handel-Maatschappij in Amsterdam. Na een middelbareschoolopleiding aan het Montessori-lyceum in Bloemendaal begon Haak in 1949 aan de studie bouwkunde aan de Technische Hogeschool Delft. Naast zijn studie was hij onder meer actief in het padvinders-studentengezelschap De Delftsche Zwervers, het D.B.S.G. Stylos en – na zijn bekering tot het katholieke geloof in 1956 – de Katholieke Studenten Vereniging Sanctus Virgilius. Ook speelde Haak enkele jaren als edelfigurant en bijrolacteur bij de Haagse Comedie (1952-1953). Praktische werkervaring deed hij als student op bij de architectenbureaus van J.P. Kloos in Haarlem (1951), Harkness & Geddes in Providence, Rhode Island (1955) en Gerard Holt & Bernard Bijvoet (1956) in Haarlem. Van 1955 tot 1957 was Haak tevens student-assistent van Prof. Ir. G.H.M. Holt. Na het behalen van zijn ingenieurstitel in Delft volgde Haak nog een jaar post-academisch onderwijs in de Verenigde Staten aan de Harvard Graduate School of Design (1957-1958), hiertoe in staat gesteld door een Fulbright-reisbeurs en een toelage van het Ministerie van Onderwijs, Kunsten en Wetenschappen. Ten teken van zijn bekering tot het katholieke geloof nam Haak in 1956 de naam Maria aan als vierde - maar nimmer officieel gewettigde - voornaam.

## Loopbaan
Haaks eerste gerealiseerde projecten als architect kwamen tot stand tijdens zijn militaire dienst (1958-1960). Als vaandrig van het 11e geniebataljon ontwierp hij in oktober 1959 een vlaggenmast op een sierbetonnen voetstuk voor de Nederlandse legerplaats La Courtine in Frankrijk. Het jaar daarop ontwierp Haak het monument ter nagedachtenis aan de gevallenen van de Eerste Divisie 7 December in Schaarsbergen. Na militaire dienst was Haak enkele maanden werkzaam op het architectenbureau van Ir. J. van der Laan, Ir. J. Hermans, J. van der Eerde en J. Kirch (Leiden).
In 1960 begon hij een eigen architectenpraktijk in Delft, welke praktijk hij combineerde met een buitengewoon lectoraat in de structurele vormstudie aan de Afdeling der Bouwkunde van de Technische Hogeschool Delft. In de jaren zestig ontwierp Haak veel bankgebouwen voor de Algemene Bank Nederland, die haar filialennetwerk in deze periode sterk uitbreidde. De eerste opdracht voor de bank (toen nog Nederlandsche Handel-Maatschappij geheten) betrof de verbouwing van een winkel aan het Stationsplein in Hengelo tot bankfiliaal (1961). Deze opdracht had Haak mede te danken aan zijn vader, die zijn werkgever attendeerde op het architectenbureau van zijn zoon. Het architectenbureau van Haak was achtereenvolgens gevestigd aan de Phoenixstraat 42 (1960-1964), Oude Delft 159 voorhuis (1964-1968), Burgwal 4 (1968-1978) en Oude Delft 159 achterhuis (1978-1995). Eind jaren zeventig bood het bureau werk aan 15 personeelsleden. Nadat zijn buitengewoon lectoraat in april 1979 was omgezet in een gewoon lectoraat in de afwerking en inrichting van gebouwen besloot Haak meer tijd te besteden aan zijn onderwijstaak en werd het architectenbureau ingekrompen. Haaks lectoraat werd in december 1979 omgezet in een gewoon hoogleraarschap. Na twaalf jaar de leerstoel te hebben bezet ging Haak in december 1991 met emeritaat. Het architectenbureau werd in 1995 opgeheven. 
Haaks architectuur is wel getypeerd als zijnde van het geschrobde Hollandse stoepje. Doordat maatvoering, materiaalkeuze en vormgeving zorgvuldig op elkaar zijn afgestemd ogen Haaks bouwwerken vaak traditioneel. Toch worden veel van zijn bouwwerken gekenmerkt door opvallend plastische daken en overkappingen. Een kapvorm die relatief vaak door Haak is toegepast - en ook door andere architecten is geïmiteerd - is het steile lessenaarsdak. Na zijn pensionering is Haak onder andere actief geweest als docent aan de leergang Hoger Onderwijs Voor Ouderen (HOVO) van de Erasmus Universiteit Rotterdam (1997-2001). Ook is hij voorzitter geweest van de commissie Kerk & Interieur van het Bisdom Rotterdam (1995-2005).

## Prijzen
Tijdens zijn studie aan de Harvard Graduate School of Design won Haak met studiegenoot David Kenneth Specter (1931-2013) een door de Greater Boston Chamber of Commerce uitgeschreven studieprijsvraag voor een expositiepaviljoen (1958). In 1989 won Haak de door het Utrechts Nieuwsblad ingestelde publieksprijs voor de herinrichting van het Domplein in Utrecht. Het samen met Drs. Ir. Kees Metz (1948) gemaakte ontwerp voorzag in een ideële reconstructie van het in 1674 verwoeste middenschip van de Domkerk door middel van een constructie van roestvrijstaal en perspex. De maquette van dit nooit uitgevoerde ontwerp behoort thans tot de collectie van Het Nieuwe Instituut, dat ook een groot deel van het archief van Haak beheert.  Ook Haaks prijswinnende ontwerp voor een stadsstijl van de gemeente Doetinchem (1990) is onuitgevoerd gebleven.

## Onderscheidingen
Vanwege zijn verdiensten voor het bouwkundig onderwijs (meer in het bijzonder de oprichting van een ruimtelaboratorium ten behoeve van de structurele vormstudie) werd Haak in 1971 benoemd tot Honorary Fellow van het American Institute of Architects. Bij zijn pensionering werd Haak tot Officier in de Orde van Oranje-Nassau benoemd (1995). Vanwege zijn verdiensten voor het Bisdom Rotterdam ontving Haak in 2015 de pauselijke onderscheiding Pro Ecclesia et Pontifice.

## Overlijden
Haak overleed in augustus 2018 in verzorgingstehuis De Herbergier te Delft alwaar hij sinds februari 2015 woonachtig was.

## Belangrijkste werken (selectie)
| Plaatsnaam  | Gebouw                                                | Jaar | Opmerkingen                                                                                   |
| ----------- | ----------------------------------------------------- | ---- | --------------------------------------------------------------------------------------------- |
| Assen       | ABN-bank Gedempte Singel 35 (thans Koningsplein)      | 1965 | bankgebouw sinds 2009 onderdeel van warenhuis Vanderveen                                      |
| Delft       | ABN-bank Driemaster Papsouwselaan 295/Delflandplein   | 1969 | bankgebouw sinds 2009 gemeentelijk monument; thans in gebruik als kliniek voor mondzorg       |
| Delft       | Congregatiegebouw R.K. jongeren Brabantse Turfmarkt 9 | 1973 | gebouw thans in gebruik als stedelijk cultuurpodium                                           |
| Delft       | Woon-winkelcomplex Koreneef In de Veste               | 1976 | winkels en 45 appartementen                                                                   |
| Leiden      | Taffeh-tempelzaal, Rijksmuseum van Oudheden           | 1978 | overdekking van binnenplaats voor Egyptische tempel                                           |
| Vreeswijk   | Woningcomplex Molenstraat/De Kade                     | 1980 | 33 woningen waarvan 18 gestapeld                                                              |
| Vlaardingen | Woon-winkelcomplex Oosthavenkade/Schiedamseweg        | 1980 | 41 woningen, 12 winkels en parkeergarage                                                      |
| Delft       | ABN-bank Burgwal 8                                    | 1981 | bankgebouw thans in gebruik als kapsalon                                                      |
| Leeuwarden  | Provinciehuis Friesland                               | 1985 | afwerking en inrichting nieuwbouw en restauratie Statenzaal                                   |
| Delft       | Hoogheemraadschap van Delfland Oude Delft 161-165     | 1989 | verbouwing en restauratie van voormalige openbare bibliotheek en bankgebouw tot kantoorpanden |

## Belangrijkste publicaties (chronologisch)
- De redding en wederopbouw van de tempel van Taffeh, In: Hans D. Schneider, Taffeh : rond de wederopbouw van een Nubische tempel (‘s-Gravenhage : Staatsuitgeverij, 1979) p. 109-122
- [met Jord den Hollander] Wie weet er nog raad met raadhuizen?, De Architect 10 (1979) 12 (december) p. 38-51
- [met D. Leever-van de Burgh] De menselijke maat : een studie over de relatie tussen gebruiksmaten, menselijke afmetingen, bewegingen en handelingen (Delft : Delftse Universitaire Pers, 1980. 2e druk: 1983, 3e druk: 1987, 4e druk: 1989, 5e druk: 1992, 6e druk: 1994)
- [met J.F. Engels] Materialisering van de kantooromgeving : vorm, textuur en functionaliteit, Bouwwereld Ontwerp 85 (1989) 22a (27 oktober) p. 18-21
- [met W. Annema] Het bouwhistorisch onderzoek van de panden Oude Delft 161-165 te Delft, In: Hoogheemraadschap van Delfland 1289-1989 : opstellen ter gelegenheid van een opmerkelijke jubileum (Delft : Hoogheemraadschap van Delfland, 1989) p. 117-158
- De restauratie, de verbouwing en de nieuwbouw voor de uitbreiding van het Gemeenlandshuis van het Hoogheemraadschap van Delfland te Delft, In: Hoogheemraadschap van Delfland 1289-1989 : opstellen ter gelegenheid van een opmerkelijke jubileum (Delft : Hoogheemraadschap van Delfland, 1989) p. 159-166
- Muizen achter het behang (Delft : Publikatieburo Bouwkunde, 1991) [afscheidsrede]
- [met Piet Leupen] Als ik eerlijk ben : ontmoetingen met Nel Lind (Delft, 1999)
- De menselijke maat : een studie over de relatie tussen gebruiksmaten en menselijke afmetingen, bewegingen en handelingen (Delft : DUP Satellite, 2005) [7e geheel gewijzigde druk]